# Парамонов, Николай Елпидифорович
Николай Елпидифорович Парамонов (1876—1951) — русский предприниматель, издатель, просветитель и меценат.

## Биография
Родился Николай Парамонов в 1878 году (по другим данным в 1876 году) в станице Нижнечирской Области Войска Донского. Род Парамоновых происходил из верхнедонских мест, где в 40 верстах от станицы Нижнечирской стоял хутор Парамонов. В начале XIX века казаки Парамоновы начали своё торговое дело.
Обучался в Московском университете, где увлекся революционной деятельностью, за что был из него исключен (позже окончил Киевский университет). Сосланный в Ростов-на-Дону под надзор полиции, Николай поддерживал местных революционеров, жертвовал им крупные суммы денег. В Ростове вместе с отцом, богатым ростовским купцом, занялся коммерческой деятельностью. Вёл скупку и торговлю зерном на Дону и по России, ему принадлежали многочисленные хлебные склады и мукомольные мельницы. Также успешно занимался судостроительным и судоремонтным производством, владел собственными пароходами, баржами и пристанями. Парамонов был владельцем нескольких крупных угольных шахт, одна из которых — «Елпидифор» (построена в 1910 году и названа в честь отца), глубиною в 500 метров, считалась одной из лучшей в России по показателям безопасности труда. В советское время шахта была названа «Имени Артёма».
Несмотря на высокую занятость делом, он поддерживал оппозицию против существующего строя, а также деятельность революционных организаций. Он оказывал подпольщикам финансовую помощь, организовал для них типографии, в частности в 1903 году создал в Ростове-на-Дону издательство «Донская речь». Во время революции 1905—1907 годов Парамонов издавал прокламации социалистов и демократов. Против него полиция не раз возбуждала уголовные дела, его издательство принудительно закрывалось властями. В итоге миллионер Николай Парамонов был предан суду за неуважение к власти и призывы к свержению государственного строя. Суд приговорил его к трем годам заключения, но он попал под амнистию 1913 года.
Н. Е. Парамонов также занимался благотворительностью, сделал немало для поднятия культуры и духовности донской бедноты. Приобретя угольные шахты в Донбассе и на Дону, он создал для рабочих университет, построил общежития, дешевые столовые и больницы, открыл вечерние школы для взрослых, детские сады и аптеки. Семья Парамоновых в годы Первой мировой войны внесла на дело обороны страны около одного миллиона рублей.
Хотя Николай Парамонов выступал против самодержавия, политику власти большевиков он не принял, став одним из организаторов сбора средств для Белой Добровольческой Армии. Парамонов склонялся к идее самостоятельного донского казачьего государства, как и донской белый атаман П. Н. Краснов. При Краснове он занимался экономической и просветительской деятельностью, был управляющим Отдела торговли и промышленности. Осенью 1918 года вместе с другими промышленниками он основал Угольный синдикат, участвовал в создании Юго-Восточного Промышленного банка. Николай Елпидифорович 2 февраля 1919 года, в составе Войскового Круга, в закрытом заседании принял отставку атамана Краснова. В 1919 году при генерале Деникине, Парамонов стал управляющим Отдела пропаганды по борьбе с большевиками.
В своих мемуарах П. Н. Краснов утверждает, что выступал против назначения Н. Е. Парамонова на должность управляющего Отдела пропаганды по борьбе с большевиками, называет Парамонова своим личным врагом, а также считает, что при финансировании и активном, непосредственном участии Парамонова был снят с должности атамана Войсковым Кругом Всевеликого войска Донского:
1). «Против этой пропаганды мы устраиваем контрпропаганду, — возразил генерал Драгомиров. — На этих днях будет устроен особый отдел — целое министерство агитации и пропаганды.
- И во главе его поставлен Н. Е. Парамонов, личный враг атамана, мстительный социалист-революционер, известный тем, что еще в 1905 году своими брошюрами издательства „Донская речь“ разлагал русскую армию, — сказал Денисов»;
2). "8 января атаман писал генералу Деникину: «….На севере нас побеждает не сила оружия противника, но сила его злостной пропаганды, причем в этой последней принимали участие и агенты генерала Семилетова (разложение Вешенской, Казанской и Мигулинской станиц). Вот почему меня очень удивило, что один из деятельных работников по организации пропаганды против меня Н. Е. Парамонов назначается Вами управляющим отделом российской пропаганды. Свои соображения по этому поводу я высказал в письме А. М. Драгомирову, в копии при сем прилагаемом». (письмо донского атамана от 8 января 1919 г. № 092).
3). "Генералу Драгомирову относительно устройства отдела пропаганды и назначения начальником его Н. Е. Парамонова атаман между прочим писал:
«Всем известно, что деятельности и капиталам Н. Е. Парамонова обязано русское общество и русская армия своим разложением в 1905-м и 1917 годах. Это его книгоиздательство „Донская речь“ выпустило те миллионы социальных брошюрок, которые влились в русский народ и привили ему яд бунта и большевизма. Социал-демократ по убеждениям, капиталист, а последнее время и крупный спекулянт, Н. Е. Парамонов все восемь месяцев моего управления Войском Донским шел против меня. Это на его деньги велась сильная агитация на Большом войсковом Кругу против меня. Это на его деньги содержится и формируется генералом Семилетовым отряд для политического, а не боевого назначения, это на его деньги ведется и сейчас пропаганда против меня в войсках Донского фронта. Не характерно ли то, что на этих днях взбунтовались четыре полка, все имеющие своими депутатами на Кругу или самого Н. Е. Парамонова, или его ставленников? Если командование Добровольческой армии желает непременно устранить меня с моего тяжелого поста, не проще ли и не честнее ли прямо мне сказать, чтобы я ушел, нежели валить меня путем пропаганды, потому что этим путем Вы и меня свалите, но и Дон не устоит. Выгодно ли это для России да и для Добровольческой армии? Я не тянусь к власти. Более того, она меня тяготит, я ее ненавижу. Когда соберется Круг, я поставлю вопрос ребром о моем увольнении и сошлюсь и на желание такого удаления меня и Добровольческой армии, для которой я слишком непослушный сын…
… Меня удивляет назначение Н. Е. Парамонова после того, как 26 декабря на совещании нашем на станции Торговой Вы и генерал Деникин возмутились, когда я сказал, что Н. Е. Парамонов предполагается на пост управляющего отделом пропаганды. Но, конечно, это Ваше дело, и я не имею права вмешиваться в него, хотя оставляю за собою право свободы действий и право отказаться на Кругу от поста атамана, так как вести одновременно жестокую войну и вместе с тем бороться против могущественной пропаганды, направленной против меня русским правительством я не могу…(письмо атамана генералу Драгомирову от 8 января 1919 г. № 093. Совершенно секретно. Ответ на № 22/12)».
4). «Тогда было решено усилить пропаганду против атамана и привлечь для этого не только парамоновские деньги, но и деньги ростовских евреев. Были пущены слухи, что в Ростове и Екатеринодаре ожидаются жестокие еврейские погромы и что атаман этому сочувствует».
5). «Уже при беглом взгляде на Круг, собравшийся в новом помещении — в зале Дворянского областного собрания, специально отделанном для Круга и убранном картинами и плакатами, напоминавшими казакам страшное недавнее прошлое, атаман увидал что Круг не тот, что был 15 августа, в дни побед. Да, лица были те же, но выражение их было не то. Тогда все фронтовики были в своих полковых погонах, с медалями и крестами на груди. Теперь все казаки и урядники и некоторые из младших офицеров были без погон. И это не была случайность. Даже спутник атамана по Абиссинии и большой его поклонник, правоверный старовер, урядник лейб-гвардии Атаманского полка Архипов, не желая, видимо, выходить в атаманском мундире без погон, явился в какой-то вычурной синей гусарской венгерке, расшитой черными шнурами. Круг в лице своей серой части на всякий случай „демократизировался“ и играл под большевиков. В президиуме заседал толстый и жирный Н. Е. Парамонов и узкими острыми глазками гипнотизировал Круг. В августе его не было. Тогда его за две недели до Круга арестовали немцы, обвинивши его в сношениях с союзниками. Теперь он был здесь, и чувствовалось, что многие из членов Круга уже подавлены его миллионами. Да он и сам не скрывал, что несколько десятков тысяч брошено им на обработку серой части Круга».
При оккупации Дона немцами был арестован как их идейный противник и временно интернирован в Брест-Литовск. Разуверовавшись в политике, Н. Е. Парамонов подал в отставку.
После поражения Белого Движения почти всё его состояние попало в руки советской власти. С остатками имеющегося капитала семья Парамоновых в 1920 году эмигрировала на собственном пароходе «Принцип» в Турцию, а позже обосновалась в Германии. Здесь Николай Парамонов занимался строительством и биржевыми операциями. Поддерживал отношения с находившимся в эмиграции П. Н. Красновым, выступив совместно с ним учредителем антисоветской организации «Братство Русской правды». С приходом в Германии к власти нацистов, сотрудничать с ними не стал. В 1944 году вместе с женой Анной Игнатьевной он переехал в Карловы Вары, Чехословакия. В мае 1945 года они оказались в советской зоне оккупации. Опасаясь преследований со стороны СССР, сумели получить разрешение на поездку в американскую зону, откуда обратно не вернулись. До конца жизни проживали в Баварии.
Умер Николай Парамонов 21 июня 1951 года от болезни сердца. Был похоронен на городском кладбище баварского города Байройт. На склоне лет свое занятие революционными делами в России признал ошибкой.
Его потомки стали известными деловыми людьми во Франции, Испании, США, Греции.
Памятником архитектуры является особняк с колоннадами, построенный в Ростове Парамоновым в 1914 году для своей семьи. Ныне в нём располагается библиотека Южного федерального университета.
Средняя общеобразовательная школа № 30 города Шахты Ростовской области носит имя Н. Е. Парамонова.